# ختان الإناث في نيجيريا
يُشكل ختان الإناث في نيجيريا (المعروف أيضاً بـ اسم تشويه الأعضاء التناسلية الأنثوية) أعلى المعدلات على مستوى العالم. هذا الفعل ضار بالفتيات والنساء ويعد انتهاك لحقوق الإنسان. يسبب العقم، وفاة الامهات، الالتهابات وفقدان المتعة الجنسية. على الجانب المحلى يوجد 27% من النساء النيجريات التي تترواح أعمارهم بين 15 لـ 49 عام ضحايا تشويه الاعضاء التناسلية الانثوية، اعتباراً من عام 2012 في آخر ثلاثين سنة أنخفض معدل الختان للـ نصف في عدة أماكن في نيجيريا. في مايو 2015 وقع الرئيس النيجيرى جودلاك جوناثان على قانون فيدرالى يحظر الختان. و يشير معارضين الختان أن هذه الخطوة هي بـ مثابة خطوة هامة إلى الامام في مستقبل افريقيا، على اعتبار ان نيجيريا هي أكبر بلد في قارة افريقيا من حيث عدد السكان. و على الرغم تراجع الختان الا أن الناشطين والباحثين يقولون إن التحول الثقافى يعد ضرورياً لإلغاء هذه الفعل، لأن القانون الجديد لن يغير بـ شكل فردى العنف المنتشر ضد النساء في نيجيريا.

### الإدراك الثقافى
أظهرت البيانات أن غالبية الناس مؤمنين أن الختان يجب أن ينتهى لكنهم يذكرون أيضاً الضغوط الاجتماعية لمواصلة هذا الفعل مع بناتهم. النساء التي تترواح اعمارهن بين الـ 15 لـ 49 عام بين سنة 2004 و2015 يرغب 64% منهن في إنهاء هذا الفعل.

### التأثير على الدول الأفريقية الأخرى
نشطاء حقوق الإنسان يعتقدون أن الحظر الفيدرالى في نيجيريا في عام 2015 سـ يؤثر بشكل كبير على البلدان الأفريقية الأخرى، لأن نيجيريا هي منطقة ينتشر فيها الختان بـ شكل كبير بسبب الانتشار الواسع الاقتصادى والسياسي لنيجيريا داخل القارة.

### أنواع الختان
يمارس النيجيريون الأشكال التالية من تشويه/بتر الأعضاء التناسلية على الإناث :
- النوع الأول: استئصال البظر : إزالة غطاء البظر و على الاقل جزء من البظر.
- النوع الثانى، السنة : إزالة البظر الكامل وجزء من الشفرين الصغيريين.
- النوع الثالث : الختان التخييطى : إزالة البظر والشفر الصغير و الشفران الكبيران. هذا يتضمن أيضاً خياطة الفتحة المهبلية وترك ثقب صغير من أجل التبول ونزيف الحيض.
- النوع الرابع : قد يتضمن أشكال أخرى غير مصنفة من التشويه مثل وخز أو تمدد أو إدخال الأعشاب في المهبل.

عملية تشريح البظر هي أكثر الأشكال شيوعاً في جنوب البلاد والطرق الأكثر تطرفاً مثل الختان التخييطى المنتشر في الشمال.

### النشاط
من المنظمات التي تسعى لإنهاء ختان الإناث في نيجيريا تشمل (منظمة الصحة العالمية، اليونسيف، الاتحاد الدولى لأمراض النساء و التوليد، الاتحاد الافريقي، مركز ديفاتوب لتنمية افريقيا، اللجنة الأقتصادية افريقيا، مجلس السكان، حركة العدل والتنمية والسلام من الكاثوليكية في اويو). كما دعت جمعية سلالة الختان في نيجيريا تقوم بـ إنشاء برامج حكومية وفرص اقتصادية من أجل إنهاء ختان الإناث.